# Wojna Lowry’ego
Wojna Lowry’ego – konflikt trwający w latach 1864–1874 w Karolinie Północnej, wzniecony przez 17-letniego członka plemienia Lumbee – Henry’ego Berry’ego Lowry’ego. Stronami w konflikcie były władze stanowe przeciwko grupie Indian i Afroamerykanów dowodzonych przez Lowry'ego. Przyczyną wybuchu wojny były problemy gospodarcze spowodowane trwającą wojną secesyjną oraz dyskryminacja rdzennej ludności. W szczególności morderstwo Allena i Williama Lowrie popełnione przez konfederatów.
W latach 1864–1874 Lowry i jego ludzie, wśród mieszkańców Robeson County zwani potocznie Bandytami z bagien (ang. Swamp Bandits), uchodzili za bohaterów przyrównywanych do grupy legendarnego Robin Hooda. Wojna Lowry’ego wyraźnie podniosła morale indiańskiej ludności zamieszkującej Karolinę Północną, w szczególności plemion Lumbee i Melungeon. Działania Lowry’ego, jak również jego tajemnicze zniknięcie w roku 1872, przeszły do legendy, a postać rebelianta zyskała wśród ludności stanu wiele sympatii, w przeciwieństwie do władz stanowych, które określały go mianem kryminalisty, dla ludności południowych regionów stanu był bohaterem.

## Przyczyny konfliktu

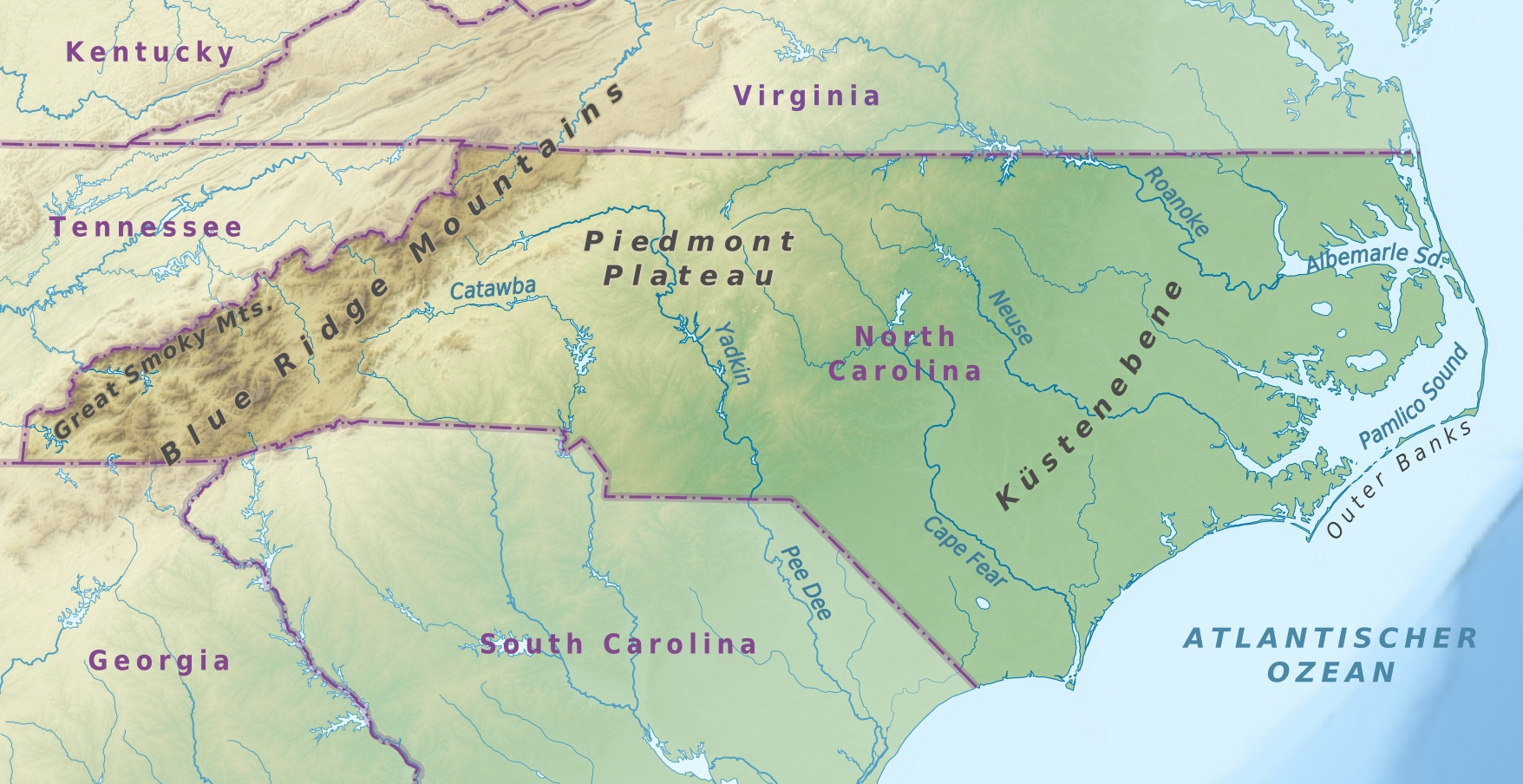
Karolina Północna

W roku 1835 władze Karoliny Północnej wprowadziły zarządzenie, na mocy którego ludność indiańska oraz ciemnoskóra utraciły prawa do własnej ziemi i noszenia broni. Szczególnie dotkliwie odczuli to mieszkańcy Robeson County, gdzie do roku 1852 dekret wielokrotnie nabierał mocy prawnej. Tubylcy pozbawieni broni, stali się łatwym celem ataków z zewnątrz, a także uniemożliwiło im to polowania, które stanowiło ważne źródło pożywienia. Sytuację wykorzystali biali farmerzy, którzy inscenizowali tzw. „incydenty z mułami” (Tied-Mules-Incidents). Polegały one na wyganianiu mułów na ziemie Indian, których następnie oskarżano o kradzież zwierząt. Jako rekompensatę za utracone muły, biali żądali ziemi, a często odpracowania szkód na plantacjach.
W 1860 roku władze Karoliny Północnej zdecydowały się przywrócić długą tradycję niewolnictwa. Jedną trzecią ludności byli wówczas niewolnicy pochodzenia afrykańskiego. Wolna ludność kolorowa stanowiła ok. 30 000 ludzi, przeważnie byli to potomkowie przybyłych tu w XVIII wieku osadników z Wirginii.
Podczas wojny secesyjnej w wojsku konfederackim walczyło wielu członków plemienia Cherokee (69 Regiment North Carolina, dowodzony przez Williama Hollanda Thomasa). Tymczasem wolna ludność kolorowa, która odmawiała udziału w wojnie, zmuszona została do pracy przy budowie fortów, m.in. Fortu Fisher w rejonie Wilmington. Grupę tę, skupiającą m.in. członków plemienia Lumbee, do której zaliczała się także rodzina Lowrie, konfederaci zamierzali wykorzystać w akcjach militarnych. Dlatego wielu z tubylców zdezerterowało, ukrywając się na bagnach i tworząc oddziały samoobrony przed konfederatami.

## Rodzina Lowry’ego
Henry Berry Lowry był jednym z dwunastki dzieci indiańskiej rodziny Allena i Mary Lowry zamieszkujących ziemie plemienia Lumbee w rejonie Pembroke w Robeson County. Małżonkowie posiadali w rejonie Hopewell (hrabstwo Robeson) 800 hektarową farmę. Samo pochodzenie rodziny jest sporne. Według niektórych źródeł należeli do Lumbee, według innych wywodzili się z plemienia Tuskarorów, bądź określano ich jako mieszańców. Jeszcze inne źródła określały Henry’ego jako Modoka z Północnej Karoliny lub Apacza z Robeson County. Według najnowszych danych Lowrie należeli do plemienia Lumbee, skupiającego potomków różnych plemion indiańskich, m.in. Tuscarorów, a także wolnych Afroamerykanów i białych. Od lat domagali się oni uznania swojego plemienia i zwrotu ziem. W obawie przed przymusowym wcieleniem do armii lub pracy przy Forcie Fisher, członkowie rodziny Lowry przenieśli się w trudno dostępne bagienne rejony stanu.

## Eskalacja konfliktu
W grudniu 1864 r. doszło do eskalacji konfliktu. Czterech synów Allena utworzyło bandę, na czele której stanął William Lowry. Młodzi ludzie nocą podkradali się pod farmy białych, kradnąc świnie i zapasy żywności. Jedną z pierwszych ofiar był farmer James P. Barnes, któremu skradziono dwie świnie. 21 grudnia 1864 r. zginął on zastrzelony przez członków bandy. Pierwszą ofiarą po stronie bandy był Jarmen, kuzyn synów Allena, zabity przez przywódcę oddziałów samoobrony Jamesa Brantleya Harrisa. Harris miał szczególne upodobania do indiańskich kobiet, które często siłą zmuszał do uległości, co spowodowało wściekłość Indian. Wkrótce z rąk Harrisa zginęło kolejnych dwóch członków rodziny, gdy ci pojawili się w Robeson County z zamiarem pochowania Jarmena. W odpowiedzi na to, członkowie bandy, wśród nich prawdopodobnie Henry Barry Lowry, zastrzelili 15 stycznia 1865 r. Harrisa, plądrując przy okazji County House oraz kradnąc broń i amunicję.

## Egzekucja Allena i Williama Lowrie
W styczniu 1865 r. członkowie obrony cywilnej aresztowali Allena i Williama Lowrie. Obu zarzucono uczestnictwo w kradzieży mułów (tzw. Tied-Mule-Incident). Jeden z sąsiadów rodziny Lowrie, Bob McKenzie, miał ukryć na ziemi Indian mięso i kilka wartościowych przedmiotów, po czym poinformował o „kradzieży” milicję stanową. Podczas przeszukania, biali odkryli „skradzione” towary i aresztowali podejrzanych. Inne źródła mówią o oskarżeniu rodziny przez konfederatów o kradzież świń i posiadania broni. W rezultacie do aresztu dostali się William Lowrie oraz Allen z żoną i trzema synami. Wszystkich oskarżono o różne przestępstwa. Rola Williama w przypisanych mu zdarzeniach nie ulegała wątpliwości, natomiast uczestnictwo Allena w bandzie jest już sporne. Po krótkim i stronniczym procesie Allen został uznany winnym zarzucanych mu czynów. 31 marca 1865 Allena i Williama Lowrie przewieziono na ich farmę, po czym zmuszono do wykopania własnych grobów i zastrzelono. W tym czasie 17-letni wówczas Henry Berry Lowrie, ukryty w zaroślach i przypatrujący się śmierci ojca i brata, zaprzysiągł zemstę białym. Wydarzenie to spowodowało zaostrzenie sytuacji między ludnością kolorową i Indianami a lokalną milicją stanową.

## Bandyci z bagien
Po śmierci ojca i brata Henry Lowry wycofał się na bagna w rejonie Moss Neck i Pembroke. Tutaj w krótkim czasie zebrał pod swoją komendę niewielką grupę mężczyzn, która zyskała miano bandytów (lub wyjętych spod prawa) z bagien – Swamp Bandits (Swamp Outlaws). W grupie byli bracia Henry’ego, członkowie plemienia Lumbee i kilku zbiegłych niewolników.
Najstarszy był brat Henry'ego, Stevie. Uchodził on za najniebezpieczniejszego z wszystkich członków bandy, który problemy rozwiązywał wyłącznie siłą. Stevie brał udział w niemalże wszystkich napadach i atakach grupy, m.in. w morderstwie Johna Sandersa. Z powodu swojego porywczego charakteru, często popadał w konflikty z Henrym. Krótko potem Stevie Lowrie został pojmany przez konfederatów i oskarżony o współudział w morderstwie szeryfa Reubena Kinga. Trafił do więzienia w Whiteville, gdzie oczekiwał na wyrok sądu. Kilka dni później Lowriemu udało się jednak zbiec z więzienia i schronić ponownie na bagnach. Trzecim z braci Lowrie biorących udział w rebelii był Tom Lowrie. O tym spokojnym i dość rozważnym młodym człowieku zachowało się jednak niewiele informacji. Ważną pozycję w grupie zajmowali bracia Andrew i Boss Strong's, którzy podobnie jak bracia Lowrie tworzyli mocny trzon bandy.

## Melungeons
W skład grupy Bandytów wchodzili miejscowi Indianie z plemienia Melungeons. Grupa ta, zwana również Czarnymi Holendrami (Black Dutch) wywodziła się z potomków białych, Afroamerykanów i Indian zamieszkujących wyżyny Północnej Karoliny. Określani mianem kolorowych, podobnie jak inne grupy mieszańców, byli głównym celem dyskryminacji rasowej i przymusowej pracy niewolniczej. Najsłynniejszymi z Melungeons, którzy przyłączyli się do grupy byli: John Dial, William Chavis, Henderson i Calvin Oxendine oraz Shoemaker John. Dial nie wykazał się większą lojalnością. W trakcie rozprawy przed sądem w Whiteville oskarżył kilku członków bandy o współudział w zabójstwie Reubena Kinga. William Chavis opuścił bandę krótko po uznaniu go za wyjętego spod prawa i po przekroczeniu granicy zbiegł do Effingham County w stanie Georgia. W rejonie Savannah wziął udział w napadzie na sklep, po czym zniknął bez śladu. Inny z członków bandy, John Shoemaker (nazwisko pochodzi od wykonywanego zawodu – był szewcem), zasłynął jako utalentowany złodziejaszek. Brał udział w splądrowaniu kilku sklepów w Richmond County w 1869 roku. Niedługo później Shoemakera aresztowano i skazano na 10 lat więzienia. Niewiele wiadomo natomiast o pozostałych członkach bandy – braciach Oxedine.

## Biali członkowie bandy
Należeli do nich Zach McLaughlin i Bryan Gilbert. Pierwszy z nich był Szkotem, w walce ranił on Owena C. Normenta, za co został nagrodzony przez Henry’ego Lowrie 50 dolarami. McLaughlin zginął później zastrzelony przez Henry’ego Biggsa. Bryan Gilbert pochodzący z Robeson County wziął udział w ataku na rezydencję Davida Townsendsa w Aaron Swamp. W trakcie napadu został postrzelony przez właściciela domu i zmarł krótko potem w wyniku odniesionych ran.

## Napady, rabunki, mordy
Pierwszego napadu dokonano w celu zdobycia środków bojowych. Doszło do niego krótko po egzekucji Allena i Williama Lowrie. Celem ataku stał się budynek sądu w Lumberton, gdzie składowano broń miejscowej milicji. Akcja zakończyła się sukcesem i zdobyciem wielu jej sztuk. Zaraz po napadzie Henry i jego ludzie zniknęli, chroniąc się na bagnach. Partyzancka taktyka, którą stosowali członkowie bandy, uchroniła ich niejednokrotnie przed pojmaniem. Wiele razy siły obrony cywilnej przeczesywały bagna w poszukiwaniu członków bandy, udało się nawet aresztować kilku z nich. Pojmanym za każdym razem udawało się jednak zbiec, głównie dzięki pomocy swoich towarzyszy. Do niewoli dostał się też Henry Lowrie, m.in. podczas ślubu z Rhodą Strong, zbiegł jednak z więzienia i powrócił do swojej wybranki.
W roku 1865 w obozie Bandytów zaczęło brakować żywności, przyczyną był napływ do bandy nowych członków – zbiegłych niewolników, dezerterów konfederackich, a także jeńców, którzy zbiegli z niewoli wojsk Północy. Fakt ten zmusił członków grupy do zmiany taktyki i życia odtąd na koszt bogatych właścicieli plantacji. Przeprowadzane w stylu Robin Hooda akcje, przyniosły Bandytom z bagien sympatię ubogiej ludności i ugruntowały sławę Henry’ego Lowrie. Wiele rozpisywano się o manierach członków bandy. W większości przypadków przekraczali oni próg domu swojej ofiary, jedząc z nią kolację. Według jednego z przekazów, potrafili nawet wspólnie bawić się z właścicielami plantacji grając na różnych instrumentach. Dopiero po tych mile spędzonych chwilach Bandyci nakazywali ofiarom wydanie co bardziej wartościowych rzeczy, bez groźby przelania krwi.
W roku 1869 gubernator stanu uznał członków bandy za wyjętych spod prawa i wyznaczył wysokie kwoty pieniężne za ich głowy. W odpowiedzi na to, Bandyci nasilili ataki i akty zemsty. W przeciągu 10 miesięcy śmierć poniosło co najmniej 10 ludzi z obu stron. Ofiarami Bandytów z bagien byli głównie piastujący wyższe stanowiska urzędnicy, wykorzystujący swoją pozycję do pognębiania biednych i kolorowych mieszkańców gminy Scuffletown. Większość z zabitych sprzeciwiała się wcześniej zniesieniu niewolnictwa, śmierć poniósł m.in. John Taylor stojący na czele miejscowej organizacji Ku Klux Klan. Niektórzy po otrzymaniu wielu bezskutecznych ostrzeżeń z żądaniami zmiany swojego postępowania zostali po prostu zastrzeleni na ulicy.

## Ostatnia akcja

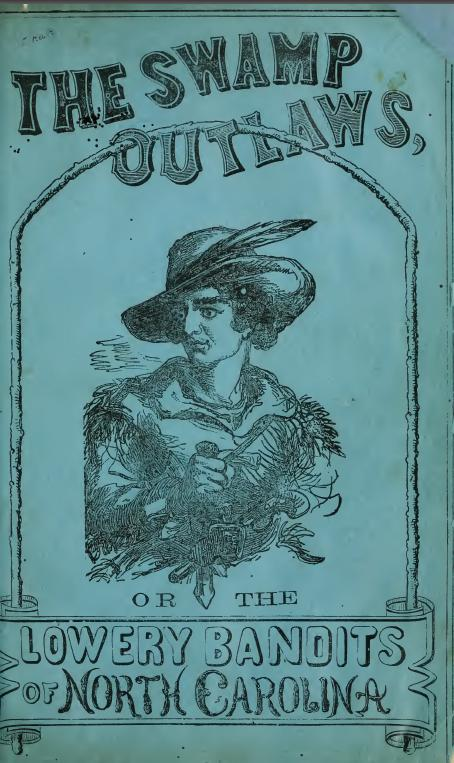
Ilustracja z książki George Alfreda Townsenda: The Swamp Outlaws:or The Lowery Bandits of North Carolina Bandits z roku 1872

Ostatnia akcja Bandytów miała miejsca 16 lutego 1872 r. a celem ataku stała się miejscowość Lumberton. Po złupieniu miejscowego sklepu z towarami wymiennymi i biura szeryfa, napastnicy zniknęli z pokaźną sumą 28 000 dolarów. W tym czasie nagroda za głowę Henry’ego Lowrie osiągnęła już wysokość 12 000 dolarów. Jeden z ówczesnych dziennikarzy, George Alfred Townsend w swoim opublikowanym w roku 1872 artykule „The Swamp Outlaws” określił członków bandy mianem nowoczesnych Rob Royów i Robin Hoodów. Sympatia miejscowej ludności do wyjętych spod prawa sprawiła, że pomimo wysokiej nagrody za ich głowy, ani razu nie zostali oni zdradzeni bądź wydani w ręce władz stanowych. Kilka dni po udanym ataku, Henry Lowrie nagle zniknął bez śladu. Działania bandy trwały jeszcze dwa lata i zakończyły się w roku 1874 wraz ze śmiercią Stevie Lowriego.

## Legenda
Pod koniec Wojny Lowriego rozgorzała dyskusja na temat przyczyn konfliktu. Poruszano temat różnic pomiędzy białymi i kolorowymi. Starano się usprawiedliwić poczynania Lowry’ego. Wśród Indian krążyły przekazy, które w kolejnych dziesięcioleciach stworzyły legendę bohatera z bagien. Na temat Lowry’ego pisali m.in. Mary C. Norment i George Alfred Townsend. Oba opracowania różniły się jednak zasadniczo w kwestii oceny Henry’ego. Norment określała go jako kryminalistę – Afroamerykanina, który w późniejszym czasie miał odkryć swoje indiańskie korzenie. Townsend natomiast przedstawiał postać klasycznego rozbójnika, który był człowiekiem dobrego serca i walczył o sprawiedliwość. Tajemnicze zniknięcie Henry’ego stało się podstawą do powstania niezliczonych mitów. Historycy prześcigali się w tworzeniu nowych, często absurdalnych historii. Historyk Adolph L. Dial w latach 1969–1971 pokusił się o nagranie na taśmy magnetofonu, większości z nich wydając tzw. Adolph L. Dial Tapes. Według zebranych w ten sposób teorii, Lowry miał jakoby popełnić samobójstwo, lub też opuścić kraj ukryty w wielkie skrzyni. Inne źródła mówią o nieznanej bliżej potyczce, w której miał ponieść śmierć. Jeszcze inne opisy mówią o ucieczce do Ameryki Południowej lub w kierunku północno-zachodnim, gdzie miał jakoby uczestniczyć w powstaniu Modoków przeciwko Stanom Zjednoczonym w latach 1872–1873. Najbardziej przesadzona relacja mówi o tym, że Henry pozostał w Karolinie Północnej, gdzie żył do roku 1937.
Obecnie w stanie Karolina Północna podziwiać można Centrum kulturalne Indian Karoliny Północnej (North Carolina Indian Cultural Center), gdzie znajduje się muzeum sztuki indiańskiej i odtworzony dom Henry Berry Lowry’ego. W roku 2000 ukazała się powieść autorstwa Josephine Humprey poruszająca temat rebelii.